# Jane Frederick
Jane Frederick (Jane Wardwell Frederick; * 7. April 1952 in Oakland) ist eine ehemalige US-amerikanische Leichtathletin, die international im Fünf- und Siebenkampf erfolgreich war.
Frederick war die wohl beste US-amerikanische Mehrkämpferin ihrer Zeit. Insgesamt erzielte sie 15 Landesrekorde im Fünfkampf und sieben im Siebenkampf. Sie wurde fünfmal Landesmeisterin im Fünfkampf (1972, 1973, 1975, 1976 und 1979) und viermal im Siebenkampf (1981, 1983, 1985 und 1986). Außerdem errang sie zwei nationale Meistertitel im 100-Meter-Hürdenlauf (1975 und 1976) sowie einen im 60-Yards-Hürdenlauf in der Halle (1977).
Nachdem Frederick sich bei den Olympischen Spielen 1972 in München noch mit dem 21. Platz im Fünfkampf begnügen musste, siegte die Studentin der University of Colorado at Boulder bei der Sommer-Universiade 1975 in Rom. Bei den Olympischen Spielen 1976 in Montreal belegte sie den siebten Rang. Es blieb ihre letzte Olympiateilnahme, denn 1980 boykottierten die Vereinigten Staaten die Spiele und 1984 konnte Frederick verletzungsbedingt nicht starten. 1977 wurde sie bei der Sommer-Universiade in Sofia Zweite.
In den 1980er Jahren war Frederick mehrfach bei international bedeutenden Mehrkampf-Meetings erfolgreich. Dreimal siegte sie beim Mehrkampf-Meeting Götzis (1981, 1982 und 1985) und zweimal beim Décastar in Talence (1984 und 1987). Zuletzt gewann sie bei den Leichtathletik-Weltmeisterschaften 1987 in Rom die Bronzemedaille hinter ihrer Landsfrau Jackie Joyner-Kersee und Larissa Nikitina aus der Sowjetunion.
Jane Frederick ist 1,81 m groß und wog in ihrer aktiven Zeit 73 kg. Nach Ende ihrer aktiven Sportlerlaufbahn wurde sie Trainerin an der University of Texas at Austin.